# Microxydia vestigiata
Microxydia vestigiata là một loài bướm đêm trong họ Geometridae.